# Koto Baru Hiang
Koto Baru Hiang is een bestuurslaag in het regentschap Kerinci van de provincie Jambi, Indonesië. Koto Baru Hiang telt 2399 inwoners (volkstelling 2010).